# Gladiátor (film, 1992)
A Gladiátor (eredeti cím: Gladiator) 1992-ben bemutatott boksz témájú amerikai sportdráma, Rowdy Herrington rendezésében. A főbb szerepekben Cuba Gooding Jr., James Marshall, Brian Dennehy és Robert Loggia látható.

## Cselekmény
Tommy Riley és apja elköltözik, hogy új életet kezdjenek. Az apa szerencsejáték miatt sok adósságot felhalmozott és új állása miatt gyakran kell utaznia, ezért fiát egyedül hagyja. Tommynak is nehezen megy az iskolai beilleszkedés, mert egy banda tagjai rászállnak. A helyi étkezdében szerez munkát, romantikus kapcsolatba kerülve Dawnnal, a tulajdonos lányával. Amikor az étterem előtt a fiút megtámadják a bandatagok, Tommy küzdősport-tudását látva egy helyi bokszpromóter, Pappy Jack lehetőséget kínál Tommynak, hogy illegális pénzdíjas mérkőzéseken bizonyíthasson. Jack értesül Tommy apjának adósságairól és meggyőzi főnökét, a szintén promóter Jimmy Hornt, hogy a fiú a meccseivel törleszthesse a tartozást.
A bokszoló sikereket arat, miközben Romano és Abraham "Lincoln" Haines harcosokkal is összebarátkozik. A bandatagok tovább zaklatják, ketten közülük szintén bokszolók: "Black Death" és "Short Cut" egyaránt piszkos módszerekkel harcol a ringben, időnként lefizetve a bírókat. Tommy legyőzi a Black Death nevű bandatagot, de Short Cut a kesztyűjébe rejtett vegyszerrel megvakítja és brutálisan összeveri Romanót, kómába juttatva őt. Később ugyanezt a trükköt Tommy ellen is beveti, de a fiú szintén megtanulta az alattomos harci technikákat és legyőzi ellenfelét. 
Lincolnnál agykárosodást fedeznek fel az orvosok és pár hónapra eltiltják a versenyzéstől. Horn ennek ellenére meccset szervez Lincoln és Tommy között. Ellenfele testi épsége érdekében Tommy hagyja magát mindaddig, amíg egyikük sem tudja folytatni a meccset. Bosszúból az egykori bokszoló Horn kiüti a ringből Lincolnt. A dühös Tommy kihívja egy mérkőzésre a férfit. Ha Horn győz, hajlandó tovább dolgozni neki, ellenkező esetben apja tartozásait semmissé teszik. Horn belemegy, azzal a feltétellel, hogy puszta ököllel harcolnak. Jóval nagyobb harci tapasztalata miatt előnybe kerül és igyekszik minden lehetséges módon megalázni Tommyt. A fiú minden addig ellesett tanácsot felhasznál, túljárva ellenfele eszén, például eljátssza, hogy eltörte a kezét, hamis magabiztosságba ringatva Hornt. Végül Tommy legyőzi a promótert, felszabadítva önmagát és apját is.  

## Szereplők
| Színész          | Szerep                 | Magyar hang   |
| ---------------- | ---------------------- | ------------- |
| James Marshall   | Tommy Riley            | Bor Zoltán    |
| Cuba Gooding Jr. | Abraham Lincoln Haines | Rékasi Károly |
| Robert Loggia    | Papi Jack              | Gruber Hugó   |
| John Heard       | John Riley             | Orosz István  |
| Brian Dennehy    | Jimmy Horn             | Konrád Antal  |
| Ossie Davis      | Noé                    | Bodor Tibor   |
| Johnny Bellino   | Dawn apja              | Varga Tamás   |

## Filmzene
A főként hiphop-ot és rockzenét tartalmazó filmzenét 1992. február 25-én adta ki a Columbia Records, CD-n és kazettán.
| 1.    | We Will Rock You (előadja Warrant)                       | Erwin Musper                      | 2:56 |
| 2.    | Pride (In the Name of Love) (előadja Clivillés and Cole) | David Cole Robert Clivillés       | 3:36 |
| 3.    | Hold on Tight (előadja Tony Terry)                       | Curtis Williams                   | 4:52 |
| 4.    | Gladiator (előadja 3rd Bass)                             | DJ Richie Rich Easy Mo Bee (add.) | 4:24 |
| 5.    | Latin Till I Die (Oye Como Va) (előadja Gerardo)         | Michael Sembello                  | 4:03 |
| 6.    | For the Love of Peace (előadja P.M. Dawn)                | P.M. Dawn                         | 3:29 |
| 7.    | The Power (előadja Warrant)                              | Erwin Musper                      | 3:01 |
| 8.    | Count on Me (előadja Martin Page)                        | Martin Page                       | 5:04 |
| 9.    | Da Me La (Fama) (előadja Latin Science)                  | Darryl Ross Skip Drinkwater       | 3:36 |
| 10.   | I Will Survive (előadja Cheap Trick)                     | Marc Tanner Phil Bonanno (co.)    | 3:43 |
| 38:44 |                                                          |                                   |      |

## Fordítás
Ez a szócikk részben vagy egészben  a   Gladiator (1992 film) című angol Wikipédia-szócikk fordításán alapul.  Az eredeti cikk szerkesztőit annak laptörténete sorolja fel. Ez a jelzés csupán a megfogalmazás eredetét és a szerzői jogokat jelzi, nem szolgál a cikkben szereplő információk forrásmegjelöléseként.